# Овершеринг
Овершеринг (от англ. overshare — чрезмерно много делиться) — стремление человека рассказывать (как о самом себе, так и, например, о своём ребёнке) окружающим излишнюю откровенность (персональные данные, домашний адрес, номер мобильного телефона и тому подобное), пренебрегая при этом приватностью. В основном, термин относится к поведению пользователей в интернете (в частности, в социальных сетях). Подобное поведение чаще всего вызывает у собеседника чувство неловкости, а в отдельных случаях может даже шокировать.

## Признаки овершеринга
- Постоянное обновление статусов только «о себе»;
- Желание поделиться деталями личной жизни;
- Бесконечные селфи;
- Потеря интереса ко всему, что не касается собственной личности.

## Статистика
- Согласно исследованиям, более половины людей верят, что современное поколение чувствует себя гораздо комфортнее, говоря откровенно на самые интимные темы, чем кто-либо в истории;
- 4 из 10 опрошенных с удовольствием обсуждают проблемы здоровья;
- 29 % спокойно поднимают вопросы денег и заработка.

Согласно исследованию команды из университета Мичигана, опубликованному в марте 2016 года, дети вдвое чаще, чем родители, говорят о том, что у них должны спрашивать разрешение перед публикацией какой-либо личной информации.
По данным «Лаборатории Касперского»:
- 50 % детей указывают на своих страницах настоящий возраст; 31 % — номер своей школы; 29 % — фотографии с подробным интерьером квартиры; 23 % публикуют сведениями о родителях; в то же время 22 % впоследствии пожалели о том, что опубликовали личную информации в соцсети[6];
- 48 % родителей выкладывают на своих страницах в соцсетях фото или видео своих детей. Из них 59 % отмечают имя ребёнка, 42 % — его хобби, 42 % — события и случаи из жизни, 31 % отмечают геолокацию, а 14 % — название учебного заведения[1];

## Онлайн
С появлением Интернета и, в особенности, социальных сетей, проблема овершеринга вышла на новый уровень. Если раньше человек откровенничал с конкретным собеседником, то теперь он имеет возможность обращаться сразу ко всем пользователям сети, которые гипотетически могут увидеть его сообщение. Адресат овершеринга, с одной стороны, обезличен, а с другой, одновременно подразумевает под собой много тысяч потенциальных собеседников. В реальной жизни подобный акт овершеринга сравним с выходом на многолюдную площадь и произнесением речи о каком-либо интимном событии в своей жизни в рупор, который можно было бы услышать из любой точки площади.

## Причины
- Попытка привлечения внимания. Компенсация недостатка похвалы, чувства малой значимости в социуме[7].

Большинство пользователей начинает сообщать друг другу о том, что никому не нужно знать, просто потому, что у них есть такая возможность. Это напоминает поведение маленького ребёнка, который говорит: «Мама, посмотри, я надел носок!» — и постоянно нуждается в том, чтобы на него обратили внимание, потому что таким образом он получает подтверждение собственному существованию. Такое поведение ненормально для взрослого человека, прошедшего процесс социальной адаптации— Сьюзен Гринфилд, английская писательница, учёный, член Палаты Лордов
- Влияние шоу талантов, которые демонстрируют, что у каждого должна быть предыстория, полная ощущения, что мечты никогда не станут реальностью, что у человека нет сил на их воплощение в жизнь. У зрителя возникает противоречивое стремление к тому, чтобы быть одновременно и «нормальным», и «особенным». Большинство людей не обладает выдающимися талантами, но у них появляется иллюзия, что и они могут стать «кем-то», если просто громко об этом заявить (пересекается с ощущением недостатка внимания к личности, возникшем по любой другой причине).
- Влияние реалити-шоу и жёлтой прессы, концентрирующихся на мельчайших подробностях личной жизни людей[7].
- Акт демонстрации доверия человеку (скорее актуально для оффлайн-овершеринга).
- Недостаточная осведомлённость о принципах устройства социальных сетей. Иллюзия приватного пространства (аналог в оффлайне — чрезмерно откровенный разговор по телефону в общественном месте). Плохое осознание возможных последствий подобной публичной откровенности[7].
- «Заражение» от других пользователей социальных сетей. Формирование стереотипа о том, что подобная откровенность — нормальная практика использования сервиса[7].
- Бессознательная борьба с чувством тревоги. Пытаясь произвести хорошее впечатление на собеседника, мы тратим огромное количество энергии (настолько большое, что у мозга не остаётся ресурса на то, чтобы отсеивать, что же и кому именно мы говорим). Наблюдения показывают, что человек склонен чаще «сбалтывать лишнее» при коммуникации с тем, кому он хочет понравиться. Естественно, чрезмерная болтливость вызывает обратную реакцию у собеседника, в то время как мы, чувствуя стыд и желание всё исправить, из-за стресса начинаем говорить только ещё больше вещей, которыми не стоило бы делиться. Согласно исследованиям психологов, к тревожному типу людей, склонных к подобному поведению, относится примерно 15 % населения Земли.
- Попытка показать здоровую самооценку, невозможную без самоиронии.

Как отмечают детские психологи, дети не рассуждают «хочу рассказать о себе побольше». Самые младшие, не имеющие достаточных технических познаний, совершают овершеринг, не понимая, что и куда они выкладывают. Делая фотографии с гаджетов и нажимая кнопку «добавить», дети не осознают, что выкладывают их в публичный доступ. Страница в социальной сети для них как «белый лист», который нужно заполнить, вот они его и заполняют. Подростки совершают овершеринг уже осознанно, желая заявить о себе, привлечь внимание, либо стараются «быть как все». Но в любом возрасте дети не задумываются о возможных последствиях
Взрослые же мотивируют овершеринг по отношению к своим детям тем, что хотят сохранить воспоминания (47 %), гордятся достижениями ребёнка (44 %), делятся его личной жизнью с родственниками (42 %). При этом почти половина из них (44 %) не спрашивают согласия своего ребёнка на публикацию о нём.

## Опасность для детей
Дети, равно как и их родители, могут пренебрегать приватностью в социальных сетях, выкладывая в открытом доступе персональные данные (номер телефона), место жительства или учёбы, личные (или интимного характера) фотографии с указанием геометок. Этими данными могут воспользоваться злоумышленники, мошенники и педофилы. Так, имея фото школьника и зная номер школы, можно легко его найти, а зная домашний адрес, грабитель может поджидать ребёнка у дома. По номеру мобильного телефона можно выйти с ребёнком на связь, позвонив ему или написав в чате. По фотографиям и видео из квартиры можно понять о социальном статусе семьи, а с помощью геометок из отпуска понять, что дом пустует. Также, зная интересы ребёнка, информацию о его родителях, к нему проще втереться в доверие. Кроме того, психологи отмечают, что овершеринг может стать причиной конфликтов, когда личная информация становится предметом критики и травли со стороны сверстников, вследствие чего у ребёнка снижается самооценка.
Овершеринг может не считаться серьёзной проблемой, когда речь идёт о людях, которые делятся «с миром» информацией только о себе самих. Однако всё меняется, когда мы говорим о родителях, рассказывающих о своих детях (в том числе посредством «Instagram»).
«Интернет помнит всё», а это значит, что в один прекрасный день уже выросший ребёнок сможет наткнуться где-нибудь на просторах Сети, например, на своё фото в ванной во время купания. Его реакцией скорее всего, будет смущение. Проблема в том, что эти фото может найти не только он, но и кто-то из его знакомых и даже недоброжелателей. Согласно распространённому мнению, родители, публикующие фото детей в социальных сетях и рассказывающие подробности их жизни без согласия самих детей, по сути, вторгаются в их личную жизнь и нарушают их право на приватность.

## Защита родительского овершеринга
Считается, что публикация фотографий учит детей принимать себя и окружающий мир такими, какие они есть, раскрепощает их. Однако даже родители с такой точкой зрения часто приходят к выводу, что договор с ребёнком, его разрешение, необходимы.

## Методы борьбы
Эксперты «Лаборатории Касперского» рекомендуют закрывать доступ к своим страницам в социальных сетях, а также получать родителям одобрение у своих детей перед размещением их фотографий. Психологи советуют родителям подумать перед публикацией фото своих детей, хотели бы они сами, чтобы такое же фото с ними выложили их муж/жена или коллега. Самих детей следует также научить не делиться излишней информацией в интернете.
Перед тем, как что-то озвучить (опубликовать пост), стоит:
- Спросить себя: «Есть ли у моего собеседника время и желание выслушать меня?»
- Предположить реакцию собеседника на сообщение (иначе говоря, предположить, не придётся ли перед ним извиняться за болтливость)
- Спросить себя: «Рассказ об этом уменьшит мою тревогу или усилит её? Зачем я это рассказываю?»
- Спросить себя: «Сто́ит ли это рассказывать именно этому человеку?»
- Предположить, возможны ли какие-либо негативные последствия подобной излишней откровенности.

В марте 2016 года французская полиция предупредила родителей о том, что не стоит выкладывать фотографии их детей в сеть:

Берегите ваших детей!
Если вы следите за Facebook, сейчас в моде следующая публикация «Если ты гордишься своим детьми, размести 3 фотографии и предложи 10 своим друзьям сделать то же самое!»
Ну, конечно, вы все можете гордиться, и гордиться, даже если вы не мама или папа прекрасных малышей, но будьте осторожны! Напоминаем вам, что размещение фотографий своих детей на Facebook может быть опасно!
Это важно для защиты неприкосновенности частной жизни несовершеннолетних и их изображений в социальных сетях.
По мнению медиа-аналитика Эрика Делкруа, в скором времени в Британии у детей появится возможность подавать жалобу в суд за публикацию их родителями неуместных фотографий.
В американском штате Иллинойс представитель штата от демократической партии предлагает приравнять унижение детей в социальных сетях к преступлению. По его мнению, родители, оскорбившие ребёнка, должны выплачивать ему денежную компенсацию.